# Kempische Boekhandel
De Kempische Boekhandel was een uitgeverij en boekdrukkerij in Retie.

## Geschiedenis
De Kempische Boekhandel werd in 1948 in Oud-Turnhout opgericht door Frans Verachtert en verhuisde in 1952 naar Verachterts geboorte- en woonplaats Retie. De Kempische Boekhandel bracht naast publicaties van Verachtert zelf ook werken van onder anderen Aster Berkhof, Minus van Looi en Bert Peleman. De eerste uitgaven die de uitgeverij in 1948 verzorgde waren werken van Emiel van Hemeldonck: een herdruk van Dorp in de hei en de eerste druk van Moeder Greta, .
De Kempische Boekhandel - ondertussen geleid door de oudste zoon van de stichter - ging in 1986 failliet.